# Lorenz Lotmar
Lorenz Lotmar (* 7. Juni 1945 in Aarau; † Ende Juni 1980 in München) war ein Schweizer Schriftsteller.

## Leben
Lorenz Lotmar wuchs in Aarau auf. Später zog er nach Wabern. Er begann eine kaufmännische Ausbildung, die er, wie vormals das Gymnasium, abbrach. Mit 20 begann er zu schreiben und besuchte zwischen 1965 und 1968 die Schauspielschule in Bern. Später verdiente er sich seinen Lebensunterhalt als Schlagzeuger. Ab 1972 lebte Lotmar in Zürich, nach 1976 in verschiedenen deutschen Städten.
Ende Juni 1980 schied Lotmar durch Suizid aus dem Leben. Er hinterliess um die 10.000 Manuskript- und Typoskriptseiten: Romane, Theaterstücke und Hörspiele, Gedichte, Briefe, Notizen und Skizzen – darunter den umfangreichen Roman Die Opferung in vier Fassungen und fast 250 handschriftliche Seiten einer stark veränderten, fünften Fassung. Vieles bleibt noch zu entdecken. Lorenz Lotmars kafkaeske Werke sind staats-, gesellschafts- und ideologiekritisch.
Lotmars Nachlass befindet sich im Schweizerischen Literaturarchiv in Bern.

## Werke
- Bisst. Erzählung. Steinhausen, München 1979
  - Neuausgabe als: Die Wahrheit des K. Bisst. Orte, Zürich 1982, ISBN 3-85830-020-9
- Der Handlinienmann. Orte, Zürich 1984, ISBN 3-85830-028-4
- Irgendwie einen Sonntag hinter sich bringen. Orte, Zürich 1987, ISBN 3-85830-034-9
- Die Opferung. Ein Roman. Orte, Zürich 1991, ISBN 3-85830-055-1

## Verfilmung
- Der Schiedsrichter. Fernsehfilm von Günter Kunert nach Die Wahrheit des K. Bisst von Lorenz Lotmar. Erstausstrahlung: ZDF, 22. Januar 1985